# Ravières
Ravières ist eine französische Gemeinde mit 727 Einwohnern (Stand: 1. Januar 2022) im Département Yonne in der Region Bourgogne-Franche-Comté; sie gehört zum Arrondissement Avallon und zum Kanton Tonnerrois (bis 2015: Kanton Ancy-le-Franc).

## Geographie
Ravières liegt etwa 50 Kilometer ostsüdöstlich von Auxerre am Canal de Bourgogne. Umgeben wird Ravières von den Nachbargemeinden Stigny im Norden, Jully im Nordosten, Verdonnet im Osten, Asnières-en-Montagne im Südosten, Cry im Süden, Nuits im Westen sowie Chassignelles im Nordwesten.

## Bevölkerungsentwicklung
| Jahr                      | 1962 | 1968 | 1975 | 1982 | 1990 | 1999 | 2006 | 2013 |
| Einwohner                 | 1195 | 1270 | 1192 | 1062 | 975  | 965  | 889  | 838  |
| Quelle: Cassini und INSEE |      |      |      |      |      |      |      |      |

## Sehenswürdigkeiten
- Kirche Saint-Pantaléon, Monument historique seit 1913

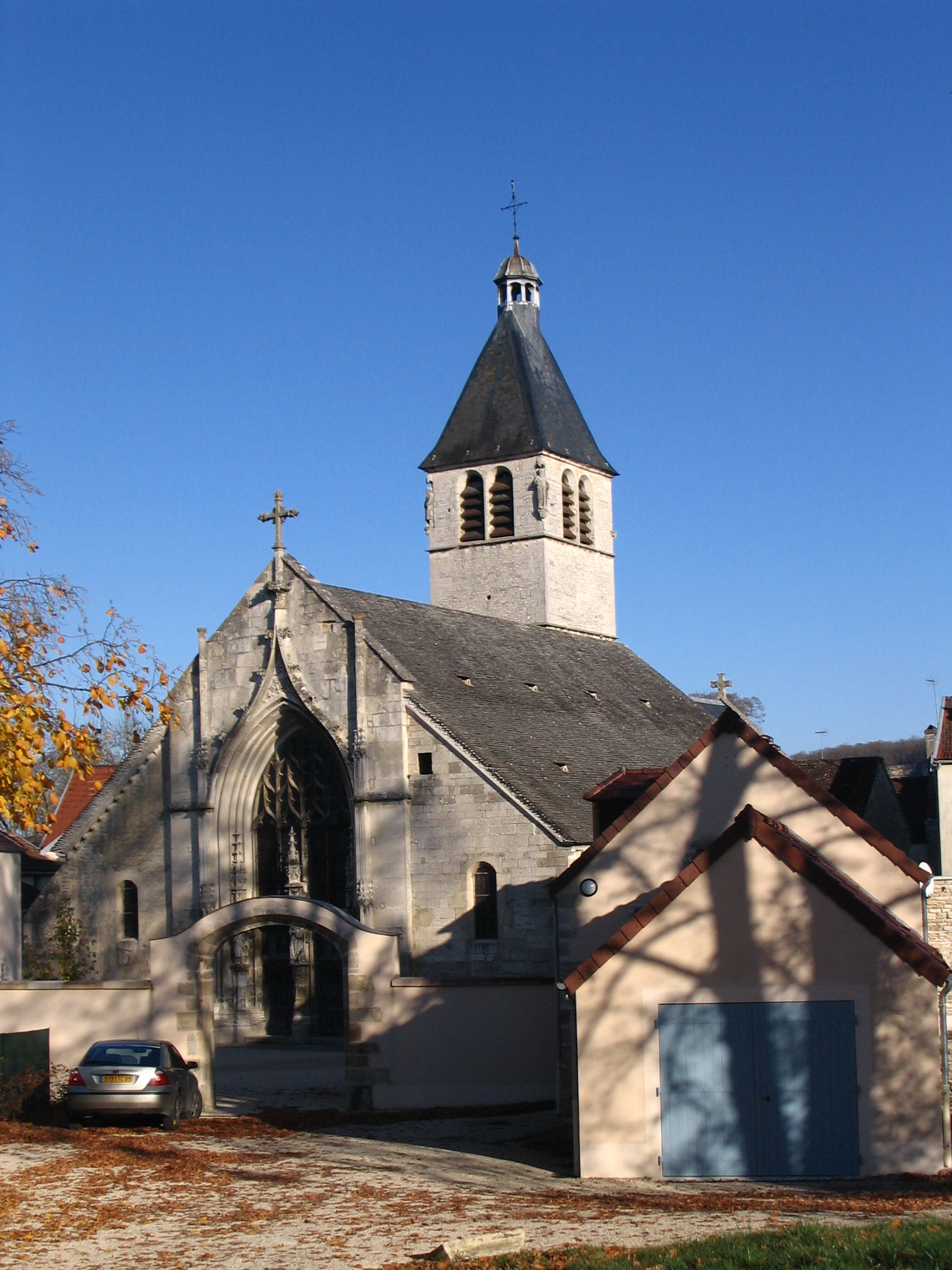
Kirche Saint-Pantaléon

## Persönlichkeiten
- Charles-Antoine Bridan (1730–1805), Bildhauer
- Antoine-Benoît de Clermont-Tonnerre (1642–1678), Bischof von Fréjus, geboren in Ravières